# Nepenthes boschiana
Nepenthes boschiana is een vleesetende bekerplant uit de familie Nepenthaceae. De soort is endemisch in het zuidoosten van Borneo. Er zijn geen natuurlijke hybriden of variëteiten beschreven. De soort is nauw verwant aan N. faizaliana. 

## Ontdekkingsgeschiedenis
Nepenthes boschiana werd ontdekt door de Nederlandse botanicus Pieter Willem Korthals, tijdens een expeditie voor de Natuurkundige Commissie voor Nederlands-Indië. De lokale inwoners die Korthals vergezelden verzamelden jonge, ongeopende vangbekers van de plant. Zij gebruikten de steriele bekervloeistof als medicijn voor ontstoken ogen.

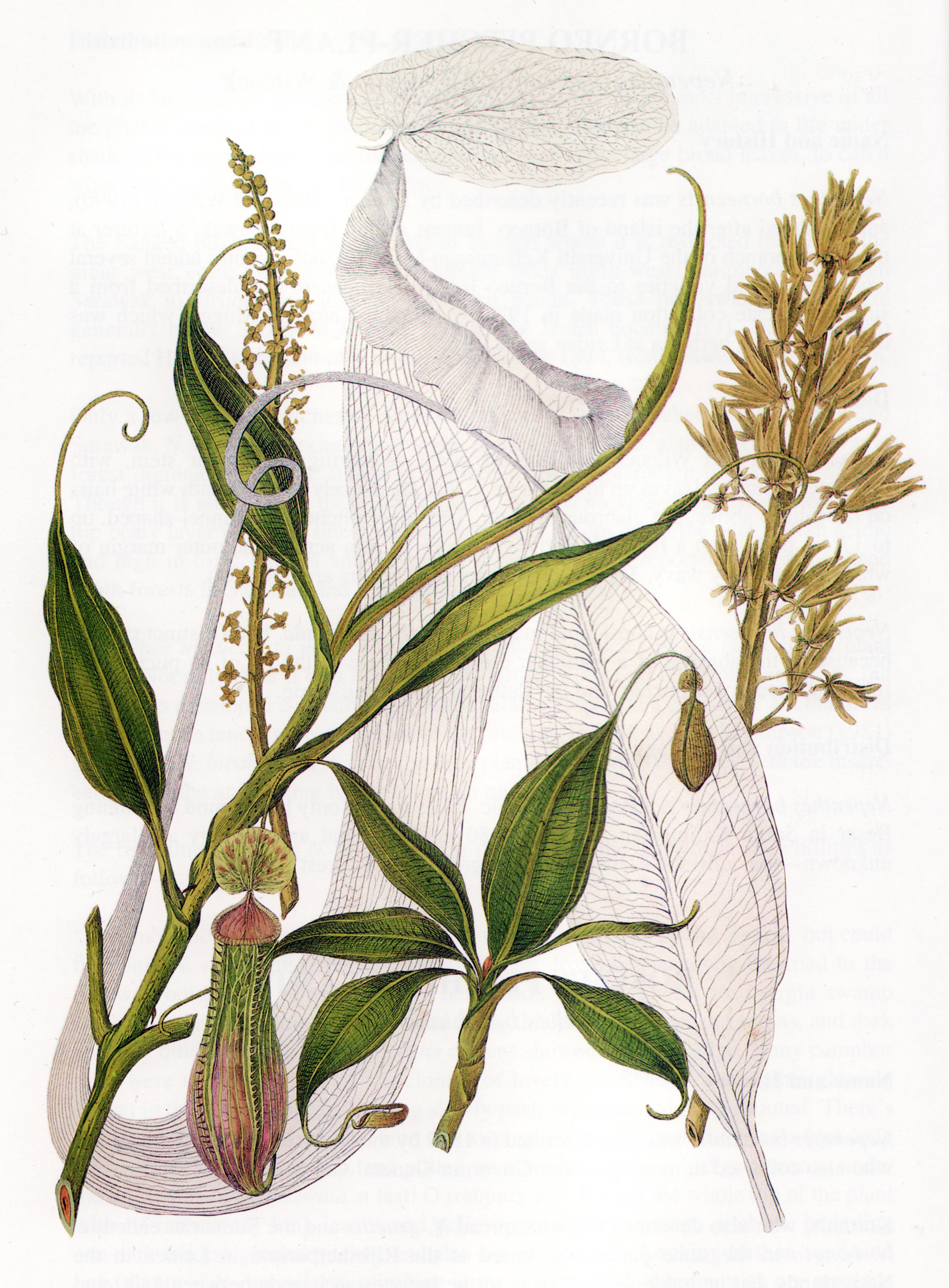
N. boschiana in Over het geslacht Nepenthes

In 1839 beschreef Korthals de wetenschappelijke naam in zijn werk Over het geslacht Nepenthes, wat de eerste monografie was die het geslacht behandelde. Het werd in 1839 gepubliceerd in Coenraad Jacob Temmincks Verhandelingen over de Natuurlijke Geschiedenis der Nederlandsche overzeesche bezittingen.
De soortnaam boschiana is een eerbetoon aan Johannes van den Bosch, die destijds de Nederlandse Minister van Koloniën was.
... · 
N. alata · 
N. albomarginata · 
N. ampullaria · 
N. argentii · 
N. aristolochioides · 
N. attenboroughii · 
N. bicalcarata · 
N. bokorensis · 
N. bongso · 
N. boschiana · 
N. burkei · 
N. campanulata · 
N. chaniana · 
N. danseri · 
N. deaniana · 
N. densiflora · 
N. diatas · 
N. distillatoria · 
N. edwardsiana · 
N. ephippiata · 
N. gracilis · 
N. gymnamphora · 
N. hirsuta · 
N. inermis · 
N. insignis · 
N. jamban · 
N. khasiana · 
N. lamii · 
N. leyte · 
N. lingulata · 
N. lowii · 
N. macfarlanei · 
N. macrophylla · 
N. madagascariensis · 
N. masoalensis · 
N. maxima · 
N. mirabilis · 
N. monticola · 
N. northiana · 
N. ovata · 
N. peltata · 
N. pervillei · 
N. pitopangii · 
N. rafflesiana · 
N. rajah ·
N. rhombicaulis · 
N. rosea ·
N. sanguinea · 
N. sibuyanensis · 
N. spathulata · 
N. tenax · 
N. tenuis · 
N. veitchii ·
N. ventricosa ·
N. vieillardii ·
N. villosa · 
...